# Валентин Глушко (монета)
«Валенти́н Глушко́» — ювілейна монета номіналом 2 гривні, випущена Національним банком України. Присвячена видатному інженеру, одному з піонерів ракетно-космічної техніки та творців багаторазової ракетно-космічної системи «Енергія — Буран», академіку АН УРСР — Валентину Петровичу Глушку (1908—1989). Створені видатним конструктором двигуни підіймали і підіймають у повітря літаки, космічні кораблі, ракети-носії. Валентин Глушко — автор більше двохсот наукових праць із питань ракетно-космічної техніки, зокрема двигунобудування, лауреат Державних премій, удостоєний золотої медалі імені Ціолковського.
Монету введено в обіг 25 липня 2018 року. Вона належить до серії «Видатні особистості України».

## Опис та характеристики монети
| Номінал грн. | Метал      | Маса, грам | Діаметр, мм. | Якість виготовлення       | Гурт     | Тираж, штук |
| ------------ | ---------- | ---------- | ------------ | ------------------------- | -------- | ----------- |
| 2            | нейзильбер | 12,8       | 31           | спеціальний анциркулейтед | рифлений | 35 000      |

### Аверс
На аверсі монети розміщено: ліворуч: малий Державний Герб України, праворуч від якого напис: «УКРАЇНА» (вертикально), під яким — логотип Банкнотно-монетного двору Національного банку України; у центрі — стилізовану композицію: ракетно-космічна система «Енергія — Буран» під час зльоту; праворуч: номінал — «2/ГРИВНІ» та рік карбування монети — «2018».

### Реверс
На реверсі монети зображено портрет Валентина Глушка та внизу півколом розміщено написи: «ВАЛЕНТИН ГЛУШКО» та роки його життя «1908—1989».

## Автори

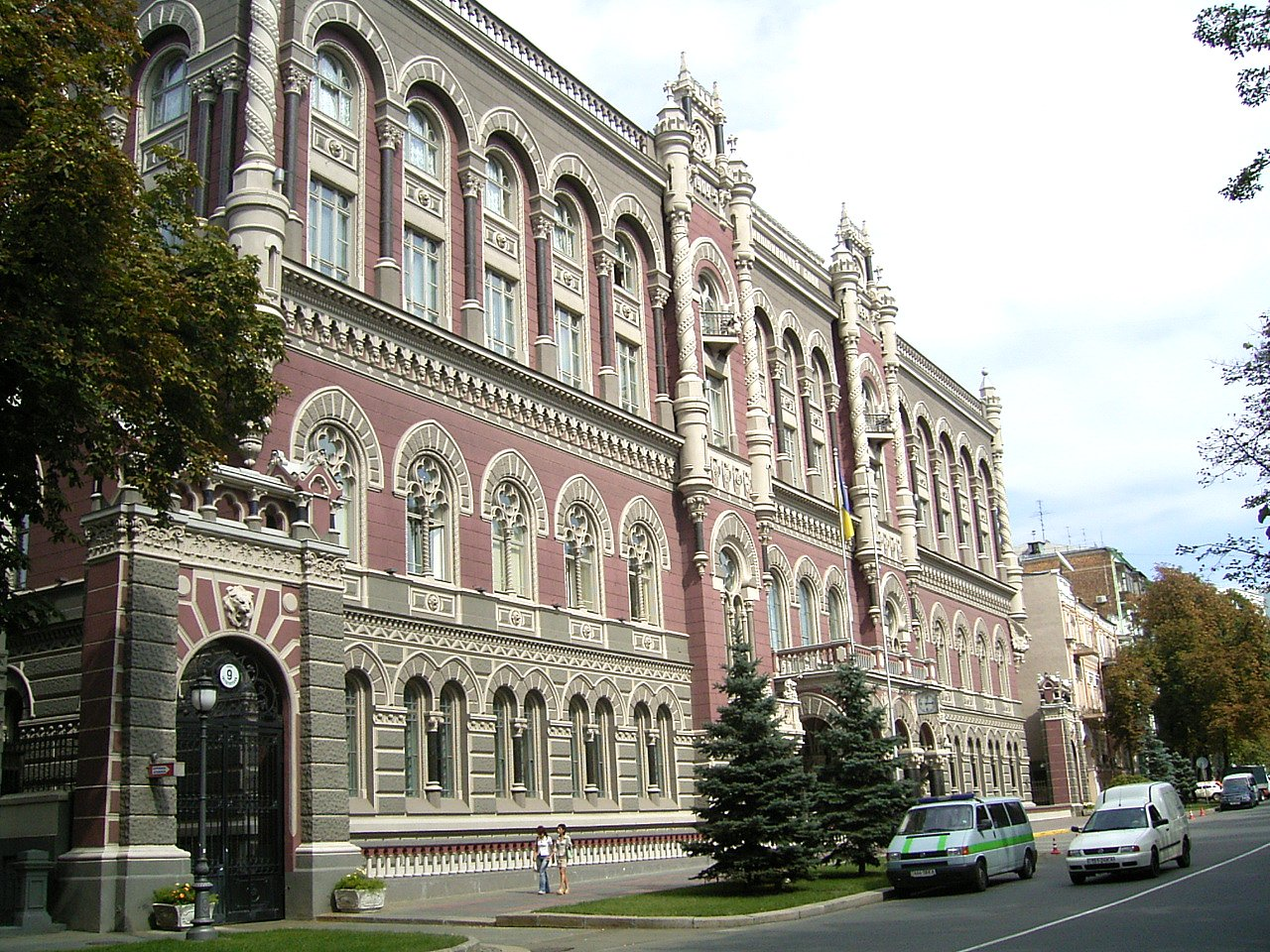
Будівля Національного банку України

- Художники: Таран Володимир, Харук Олександр, Харук Сергій.
- Скульптори: Дем'яненко Анатолій, Атаманчук Володимир.

## Вартість монети
Під час введення монети в обіг 2018 року, Національний банк України реалізовував монету через свої філії за ціною 40 гривень.
Фактична приблизна вартість монети, з роками змінювалася так:
| Рік        | 2019 | 2020 | 2021 | 2022 | 2023 | 2024 | 2025 |
| ---------- | ---- | ---- | ---- | ---- | ---- | ---- | ---- |
| Ціна, грн. | 50   | 50   | 50   | 55   | 80   | 120  | 140  |